# Weltrose
Die Weltrose ist die höchste Auszeichnung für eine Rose. Sie wird alle drei Jahre von der World Federation of the National Rose Societies vergeben, der Weltrosenvereinigung mit Mitgliedern in 36 Ländern der Welt.

## Weltrosen („moderne Rosen“)
| Auszeichnung | Sortenname                                                | Züchter               | Einführung | Rosenklasse                         | Bemerkungen                                                                                    | Bild |
| ------------ | --------------------------------------------------------- | --------------------- | ---------- | ----------------------------------- | ---------------------------------------------------------------------------------------------- | ---- |
| 1976         | 'Gloria Dei' Synonyme: 'Mme A. Meilland', 'Gioia' 'Peace' | Francis Meilland      | 1939       | Teehybride                          | Schönste Französische Rose 1942 Portland GM 1944 AARS 1946 RNRS GM 1947 Den Haag GM 1965       |      |
| 1979         | 'Queen Elizabeth'                                         | Lammerts              | 1954       | Teehybride                          | Portland GM 1954 AARS 1955 RNRS GM 1955 President’s International Trophy 1955 Den Haag GM 1957 |      |
| 1981         | 'Duftwolke' Synonyme: 'Fragrant Cloud' 'Nuage Parfumé'    | Tantau                | 1963       | Teehybride                          | ADR 1964 Gamble Duftpreis 1970 Portland GM 1966 & 1967 RNRS GM 1963                            |      |
| 1983         | 'Schneewittchen' Synonyme: 'Fée des Neiges' 'Iceberg'     | Kordes                | 1958       | Floribunda                          | Baden-Baden GM 1958 RNRS GM 1958 ADR 1960 (zurückgezogen)                                      |      |
| 1985         | 'Double Delight'                                          | Swim & Ellis          | 1977       | Teehybride                          | Baden-Baden GM 1976 Rome GM 1976 AARS 1977                                                     |      |
| 1988         | 'Papa Meilland'                                           | Meilland              | 1963       | Teehybride                          | Baden-Baden GM 1962 Gamble Duft Preis 1974                                                     |      |
| 1991         | 'Pascali'                                                 | Lens                  | 1963       | Teehybride                          | Den Haag GM 1963 AARS 1969                                                                     |      |
| 1994         | 'Just Joey'                                               | Cant                  | 1972       | Teehybride                          | Cants of Colchester                                                                            |      |
| 1997         | 'New Dawn'                                                | Dreer                 | 1930       | Rambler-Rose                        | Somerset Rose Nursery                                                                          |      |
| 2000         | 'Ingrid Bergman' Synonyme: 'POUlman'                      | Poulsen               | 1984       | Teehybride                          | Madrid GM 1986 Goldene Rose von Den Haag 1987 AGM 1993                                         |      |
| 2003         | 'Bonica 82'                                               | Meilland              | 1981       | Floribunda                          | ADR 1982 (zurückgezogen) AARS 1986 AGM 1993                                                    |      |
| 2006         | 'Pierre de Ronsard' Synonyme: 'Eden Rose 85' 'Meiviolin'  | Marie-Louise Meilland | 1985       | Kletterrose                         | Romantica Kollektion                                                                           |      |
| 2006         | 'Elina'                                                   | Dickson               | 1984       | Teehybride                          | ADR 1987 Gold Star of the South Pacific 1987 AGM 1993                                          |      |
| 2009         | 'Graham Thomas’                                           | Austin                | 1983       | English Rose                        |                                                                                                |      |
| 2012         | 'Sally Holmes’                                            | Holmes                | 1976       | Moschus-Rose                        | Monza GM 1979 Baden-Baden GM 1980 Portland GM 1993                                             |      |
| 2015         | 'Cocktail' Synonym: 'MEImick'                             | Francis Meilland      | 1957       | Strauchrose                         |                                                                                                |      |
| 2018         | 'Knock Out' Synonym: 'RADrazz' 'Purple Meidiland'         | William J. Radler     | 2000       | Bodendecker-Rose (Kleinstrauchrose) | AARS 2000                                                                                      |      |
| 2022         | 'Heidetraum' Synonyme: 'Flower Carpet (Pink)' 'Emera'     | Werner Noack          | 1988       | Bodendecker-Rose (Kleinstrauchrose) |                                                                                                |      |

## Weltrosen („alte Rosen“)
| Auszeichnung | Sortenname                                           | Züchter                | Einführung | Rosenklasse           | Bemerkungen | Bild |
| ------------ | ---------------------------------------------------- | ---------------------- | ---------- | --------------------- | ----------- | ---- |
| 1988         | 'Cécile Brunner' Synonyme: 'Mignon' 'Sweetheart'     | Ducher                 | 1881       | Polyantha             |             |      |
| 1988         | Gloire de Dijon'                                     | Jacotot                | 1853       | kletternde Teehybride |             |      |
| 1988         | Rosa × chinensis 'Old Blush'                         | unbekannt              | 1790       | China-Rose            |             |      |
| 1988         | 'Souvenir de la Malmaison'                           | Jean Béluze            | 1843       | Bourbon-Rose          |             |      |
| 2000         | 'Gruß an Teplitz'                                    | Geschwind              | 1897       | China-Rose            |             |      |
| 2003         | 'Mme Alfred Carrière'                                | Joseph Schwartz        | 1875       | Noisette-Rose         | AGM 1993    |      |
| 2006         | 'Madame Hardy'                                       | Julien-Alexandre Hardy | 1832       | Damaszenerrose        |             |      |
| 2009         | 'Rosa Mundi' Synonym: Rosa gallica 'Versicolor'      | unbekannt              | 1581       | Gallica               | AGM 1993    |      |
| 2012         | Rosa 'Mutabilis' Synonym: Rosa chinensis 'Mutabilis' | unbekannt              | 1894       | China-Rose            |             |      |
| 2012         | Rosa 'Officinalis' Synonym: Rosa gallica officinalis | unbekannt              | 1240       | Gallica               | AGM 1993    |      |
| 2015         | 'Charles de Mills' Synonym: 'Bizarre Triomphant'     | unbekannt              | vor 1790   | Gallica               | AGM 1993    |      |
| 2018         | 'Rosa banksiae lutea' Synonym: 'Lady Banks yellow'   | unbekannt              | 1824       | Rosa banksiae         | AGM 1993    |      |